# Josina II von der Marck
Josina II von der Marck, född 1546, död 1604, var regerande furstlig abbedissa av det självständiga klosterstiftet Thorn, Nederländerna och därmed monark inom det Tysk-Romerska Riket.
Hon var dotter till Johann II von der Marck och Margareta van Wassenaer. Hon valdes redan 1577 som efterträdare till Margareta IV van Brederode, men valet ogiltigförklarades eftersom hon då inte var fyllda 30 och ämbetet tillföll i stället Josina von Manderscheid. När denna bara två år senare insjuknade, nominerades hon till hennes efterträdare, och kunde denna gång tillträda. Hon regerade från 1579 till 1604. Hennes regeringstid var skandalfylld och hon anklagades bland annat för myntförfalskning. Hon efterträddes av sin syster Anna von der Marck och sedan av sin systerdotter Josina Walburgis van Löwenstein-Wertheim-Rochefort.